# 安西美穂子
安西 美穂子（あんざい みほこ、1957年 - ）は、日本のエッセイスト、元馬主。本名、野田口 美穂子。東京都出身。成蹊大学文学部英文科卒。

## 経歴
5年間のOL生活ののちコピーライターに転身。「オグリキャップの歌」の作詞・プロデュースを手がけたことをきっかけに競馬界に参入。競馬雑誌や新聞に数々のコラムを連載。ファンクラブ「おうちへ帰ろうCLUB」を主宰。みずから「前世はチンギス・カンだったんじゃないかって思うくらい、馬の気持ちを自分のことのように感じられる」と喧伝している。

### ハルウララの馬主
競走馬・ハルウララの元馬主としても有名であった。が、同馬はそのまま競走馬を引退。引退後はホースセラピー施設を立ち上げるためとして2006年にハルウララを勝浦の牧場に預託したが、2009年に同馬は北海道へ送られて日高の牧場を転々とするなど、長期間消息不明の状態におかれた末、2013年12月からは千葉県のマーサファームに預託したが、その半年後から預託料の払込が途絶え、最終的には2014年2月に所有権を手放している。
ハルウララのほかにはヒシアマゾンの産駒であるヒシアンデスを競走馬引退後に譲り受け所有していたが、ヒシアンデスの所有権も不明である。

## 主な連載
- 厩舎（おうち）へ帰ろう （週刊Gallop連載、終了）
- あの馬によろしく（馬三郎）

## 書籍
- 厩舎へ帰ろう（第1巻 - 第7巻）
- ヒシアマゾン 癒しのささやき（講談社）
- サイレンススズカ物語―地上で見た夢（イーストプレス）
- 馬（きみ）たちのラブストーリー（アールズ出版）
- 神さまのパステル―馬(きみ)たちのラブストーリー(2)（アールズ出版）
- 愛しのサラブレッド－馬が人と話すとき（ベストセラーズ）
- 愛しのサラブレッド(2)－誰のために…（アリアドネ企画）
- どこへ行くの―あるサラブレッドの物語（エムエイオフィス）
- 馬のためにできること - 田中勝春との共著。
- MACHAR―馬のためにできること(2) - 田中勝春との共著。
- 善臣の仕事 - 柴田善臣著。編集を担当。